# Triumph TR4
Les Triumph TR4 et Triumph TR4A sont des modèles d'automobile de la marque Triumph produites de 1961 à 1965 pour la TR4 et de 1965 à octobre 1967 pour la TR4 A. Elles succèdent aux rustiques Triumph TR2 et Triumph TR3, succès commercial des années 1950.

## Historique
La gamme des Triumph TR (Triumph Roadster) furent le symbole de l'esprit sportif de l'automobile sportive anglaise. Après les modèles TR2 & TR3 des années 1950, la relève s'imposait.
La Triumph TR4 S participa au 24 Heures du Mans 1960 où elle dut abandonner. Puis les 24 Heures du Mans 1961 ou elles finirent 9e et 11e avec les pilotes Les Leston et Rob Stolemaker 
La grande nouveauté survient à l'automne 1961 lorsque la TR4 est présentée au salon automobile de Londres. Dessinée par le carrossier italien Giovanni Michelotti, elle adopte un profil tendu et anguleux rompant avec les lignes rondes de ses devancières, sur un châssis classique à longerons et un train arrière à essieu rigide avec ressorts à lames.
Elle conserve l'ancien moteur de 2,2 litres à quatre cylindres, bloc et culasse en fonte. Ce moteur à la sonorité rauque, fut ensuite modifié pour être utilisé sur les tracteurs Ferguson,(contrairement à la légende qui dit que les Triumph TR sont animées par un moteur de tracteur, c'est le contraire, la marque automobile Standard qui possédait Triumph a inauguré ce moteur sur les "Vanguard" et le châssis de cette berline a aussi servi de base au châssis des TR2, 3 et 4), il a l'avantage d'être très robuste malgré son manque de noblesse. Sa boîte de vitesses est entièrement synchronisée et peut disposer sur option, d'un OVERDRIVE (ou surmultipliée) sur le deuxième, troisième et quatrième rapports, soit un total de sept vitesses !
La TR4 connait immédiatement un grand succès sur le vieux continent, mais le marché américain, plus conservateur, lui préférera la version 2,2 litres de la Triumph TR3 (TR3 B). Face une concurrence très forte, notamment le trio italien Alfa Romeo Giulia Sprint, Fiat Cabriolet Pininfarina et Lancia Fulvia Coupé, en 1965, Triumph doit faire des concessions au progrès et lance la TR4A qui reçoit enfin un nouveau châssis et une suspension arrière à roues indépendantes IRS (Independante Rear Suspension). Les caractéristiques de confort et de tenue de route sont désormais à la hauteur des concurrentes.
Les premières TR4 A livrés aux Etats-Unis l'ont été sans la suspension "IRS" indépendante. En fait, à la demande des concessionnaires Triumph Américains, on estime que 25 % des TR4A n'ont pas été équipées de l'IRS, mais sont revenues à une conception d'essieu direct similaire à celle de la TR4, qui a été adaptée au nouveau châssis. 

## Divers
Quelle que soit la couleur de la carrosserie, la couleur de la planche de bord tôlée était blanche sur la TR4 et bénéficiait d'une garniture en bois sur la TR4A.
|  |  |

|  |  |